# Lijst van Stolpersteine in Gooise Meren

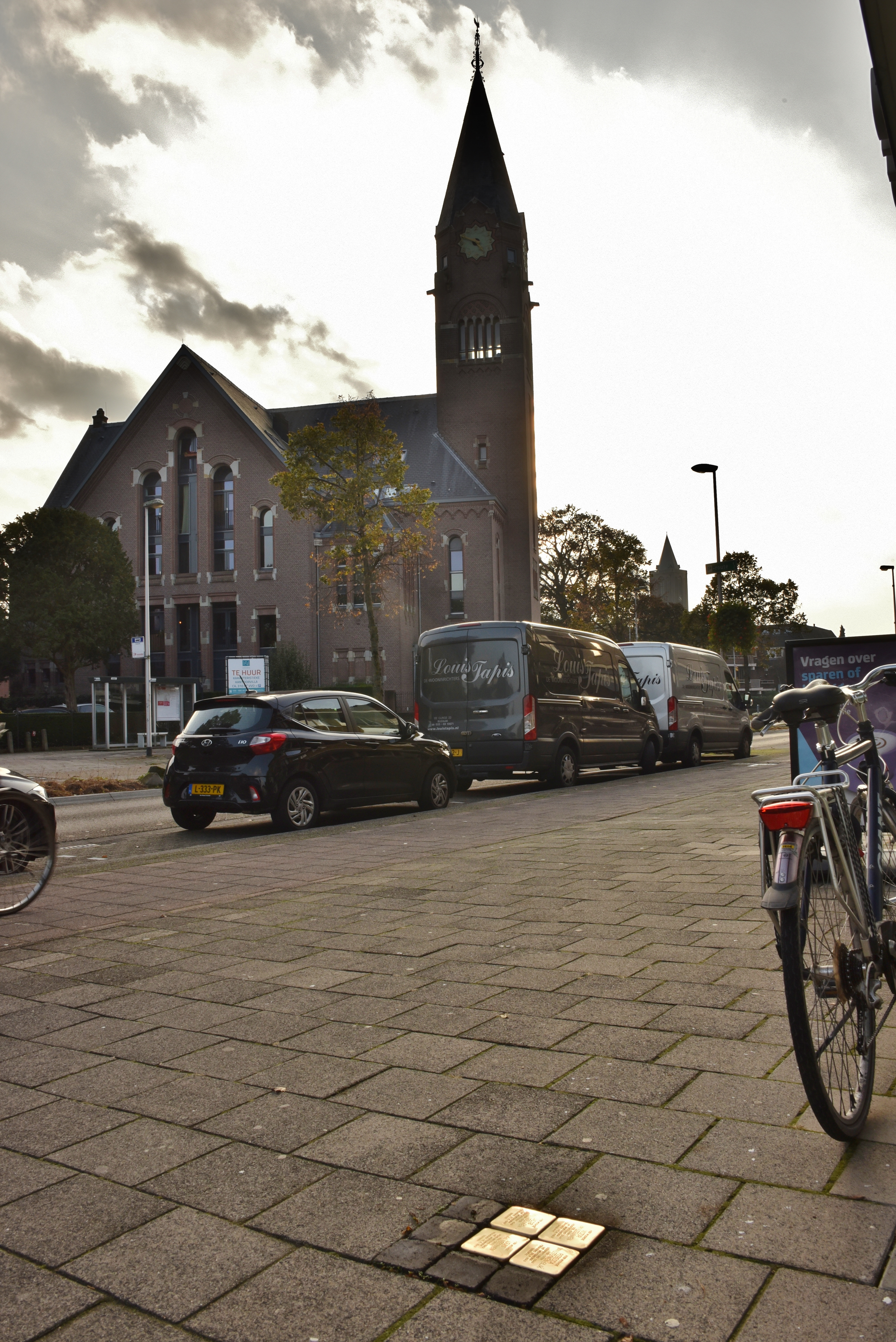
Stolpersteine voor familie Van Leeuwen in Bussum

De lijst van Stolpersteine in Gooise Meren geeft een overzicht van de gedenkstenen in de gemeente Gooise Meren in de Nederlandse provincie Noord-Holland die zijn geplaatst in het kader van het Stolpersteine-project van de Duitse beeldhouwer-kunstenaar Gunter Demnig.
Stolpersteine zijn opgedragen aan slachtoffers van het nationaalsocialisme, al diegenen die zijn vervolgd, gedeporteerd, vermoord, gedwongen te emigreren of tot zelfmoord gedreven door het nazi-regime. Demnig legt voor elk slachtoffer een aparte steen, meestal voor de laatste zelfgekozen woning.
Omdat het Stolpersteine-project doorloopt, kan deze lijst onvolledig zijn.

## Stolpersteine
In de gemeente Gooise Meren liggen 179 Stolpersteine: 119 in Bussum en 60 in Naarden.

### Bussum
In Bussum liggen 119 Stolpersteine op 32 adressen.
| Afbeelding | Inscriptie | Adres                       | Herdachte persoon |
| ---------- | --- | --------------------------- | --- |
|            | HIER WOONDE OLGA AUERBACH- ROTHSCHILD GEB. 1885 GEDEPORTEERD 1943 UIT WESTERBORK VERMOORD 20.3.1943 SOBIBOR                                          | Meerweg 43                  | Olga Auerbach-Rothschild (1885-1943) |
|            | HIER WOONDE JACOB LEHMAN BOASSON GEB. 1878 GEDEPORTEERD 1943 UIT WESTERBORK VERMOORD 11.6.1943 SOBIBOR                                               | Meerweg 48                  | Jacob Lehman Boasson (1878-1943) |
|            | HIER WOONDE KITTY BOASSON GEB. 1912 GEDEPORTEERD 1943 UIT WESTERBORK VERMOORD 23.4.1943 SOBIBOR                                                      | Meerweg 48                  | Kitty Boasson (1912-1943) |
|            | HIER WOONDE SELIENA BOASSON-BOASSON GEB. 1888 GEDEPORTEERD 1943 UIT WESTERBORK VERMOORD 11.6.1943 SOBIBOR                                            | Meerweg 48                  | Seliena Boasson-Boasson (1888-1943) |
|            | HIER WOONDE JEANNETTE VAN EMDEN GEB. 1899 GEDEPORTEERD 1944 UIT WESTERBORK VERMOORD 6.9.1944 AUSCHWITZ                                               | Voormeulenweg 79            | Jeanette van Emden (1899-1944) |
|            | HIER WOONDE DAVID THEODOR FÜRTH GEB. 1863 GEDEPORTEERD 1943 UIT WESTERBORK VERMOORD 7.5.1943 SOBIBOR                                                 | Meerweg 43                  | David Theodor Fürth (1863-1943) |
|            | HIER WOONDE MANFRED FÜRTH GEB. 1899 GEDEPORTEERD 1943 UIT WESTERBORK VERMOORD 3.10.1944 MIDDEN-EUROPA                                                | Meerweg 43                  | Manfred Fürth (1899-1943) |
|            | HIER WOONDE GRETE FÜRTH- AUERBACH GEB. 1909 GEDEPORTEERD 1943 WESTERBORK BEZWEKEN 8.9.1943                                                           | Meerweg 43                  | Grete Fürth-Auerbach (1909-1943) |
|            | HIER WOONDE JOHANNA FÜRTH- MARXHEIMER GEB. 1872 GEDEPORTEERD 1943 UIT WESTERBORK VERMOORD 7.5.1943 SOBIBOR                                           | Meerweg 43                  | Johanna Fürth-Marxheimer (1872-1943) |
|            | HIER WOONDE ELEONORA KLEIN-POPPERS GEB. 1911 GEDEPORTEERD 1943 UIT WESTERBORK VERMOORD 26.2.1943 AUSCHWITZ                                           | P.J. Lomanlaan 13           | Eleonora Klein-Poppers (1911-1943) |
|            | HIER WOONDE JACOB VAN LEEUWEN GEB. 1929 GEDEPORTEERD 1943 UIT WESTERBORK VERMOORD 11.6.1943 SOBIBOR                                                  | Huizerweg 5a                | Jacob van Leeuwen (1929-1943) |
|            | HIER WOONDE LOUIS VAN LEEUWEN GEB. 1932 GEDEPORTEERD 1943 UIT WESTERBORK VERMOORD 11.6.1943 SOBIBOR                                                  | Huizerweg 5a                | Louis van Leeuwen (1932-1943) |
|            | HIER WOONDE VICTOR VAN LEEUWEN GEB. 1896 DEDEPORTEERD 1943 UIT WESTERBORK VERMOORD 11.6.1943 SOBIBOR                                                 | Huizerweg 5a                | Victor van Leeuwen (1896-1943) |
|            | HIER WOONDE REBECCA VAN LEEUWEN-BLIK GEB. 1896 GEDEPORTEERD 1943 UIT WESTERBORK VERMOORD 11.6.1943 SOBIBOR                                           | Huizerweg 5a                | Rebecca van Leeuwen-Blik (1896-1943) |
|            | HIER WOONDE ABRAHAM MAUW GEB. 1887 WEGGEVOERD 22.4.1943 UIT WESTERBORK VERMOORD 21.5.1943 SOBIBOR                                                    | Thierensstraat 11           | Abraham Mauw (1887-1943) |
|            | HIER WOONDE REBECCA MAUW- DE LA BELLA GEB. 1890 WEGGEVOERD 22.4.1943 UIT WESTERBORK VERMOORD 21.5.1943 SOBIBOR                                       | Thierensstraat 11           | Rebecca Mauw-de la Bella (1890-1943) |
|            | HIER WOONDE JACOB TOBIAS POPPERS GEB. 1913 VERZETSSTRIJDER GEFUSILLEERD 30.6.1942 WAALSDORPERVLAKTE                                                  | P.J. Lomanlaan 13           | Jacob Tobias Poppers (1913-1942) |
|            | HIER WOONDE TOBIAS POPPERS GEB. 1884 GEDEPORTEERD 1943 UIT WESTERBORK VERMOORD 4.6.1943 SOBIBOR                                                      | P.J. Lomanlaan 13           | Tobias Poppers (1884-1943) |
|            | HIER WOONDE FREDERIKA POPPERS- HALBERSTAD GEB. 1886 GEDEPORTEERD 1943 UIT WESTERBORK VERMOORD 4.6.1943 SOBIBOR                                       | P.J. Lomanlaan 13           | Frederika Poppers-Halberstad (1886-1943) |
|            | HIER WOONDE JOHANNA MARGARETHE STERN-LIPPMANN GEB. 1874 GEDEPORTEERD 1944 UIT WESTERBORK VERMOORD 22.5.1944 AUSCHWITZ                                | Groot Hertoginnelaan 14a    | Johanna Margarethe Stern-Lippmann (1874-1944) Op 19 mei 2022 werd ook een struikelsteen gelegd ter nagedachtenis van Johanna Margarete Stern voor haar voormalige woning in Potsdam-Babelsberg. |
|            | HIER WOONDE ABRAHAM (ALBERT) VERDUIN GEB. 1902 GEARRESTEERD 14.1.1943 GEDEPORTEERD 15.11.1943 UIT VUGHT AUSCHWITZ ?                                  | Burgemeester s'Jacoblaan 56 | Abraham Verduin (1902-1945) |
|            | HIER WOONDE WANDA VERDUIN GEB. 1925 GEARRESTEERD 14.1.1943 GEINTERNEERD VUGHT GEDEPORTEERD 11.9.1943 UIT WESTERBORK VERMOORD FEBRUARI 1944 AUSCHWITZ | Burgemeester s'Jacoblaan 56 | Wanda Verduin (1925-1944) |
|            | HIER WOONDE ESTHER VERDOONER GEB. 1915 ONDERGEDOKEN 1943 BEVRIJD                                                                                     | Meulenwiekelaan 5           | Esther Verdooner (1915-1976) |
|            | HIER WOONDE MOZES VERDOONER GEB. 1877 GEDEPORTEERD 1-6-1943 UIT WESTERBORK VERMOORD 4-6-1943 SOBIBOR                                                 | Meulenwiekelaan 5           | Mozes Verdooner (1877-1943) |
|            | HIER WOONDE BETSY VERDOONER- DE VRIES GEB. 1877 OVERLEDEN 11-2-1943 AMSTERDAM                                                                        | Meulenwiekelaan 5           | Betsy Verdooner-de Vries (1877-1943) |

### Naarden
In Naarden liggen zestig Stolpersteine op tweeëntwintig adressen.
| Afbeelding | Inscriptie | Adres                          | Herdachte persoon                                |
| ---------- | --- | ------------------------------ | ------------------------------------------------ |
|            | HIER WOONDE FANNY ASCH GEB. 1880 GEVLUCHT 1939 UIT DUITSLAND GEDEPORTEERD 27-4-1943 UIT WESTERBORK VERMOORD 30-4-1943 SOBIBOR                           | Zwarteweg 70                   | Fanny Asch (1880-1943)                           |
|            | HIER WOONDE LEA HELENE SARA ASCH GEB. 1871 GEVLUCHT 1939 UIT DUITSLAND GEDEPORTEERD 27-4-1943 UIT WESTERBORK VERMOORD 30-4-1943 SOBIBOR                 | Zwarteweg 70                   | Lea Helene Sara Asch (1871-1943)                 |
|            | HIER WOONDE JACQUES BLITZ GEB. 1908 GEDEPORTEERD 1942 UIT WESTERBORK VERMOORD 30.9.1942 AUSCHWITZ                                                       | Prins Willem van Oranjelaan 21 | Jacques Blitz (1908-1942)                        |
|            | HIER WOONDE EVALINA SOPHIA BLITZ-POLAK GEB. 1911 GEDEPORTEERD 1942 UIT WESTERBORK VERMOORD 30.9.1942 AUSCHWITZ                                          | Prins Willem van Oranjelaan 21 | Evalina Sophia Blitz-Polak (1911-1942)           |
|            | HIER WOONDE ABRAHAM ELIAS BOUTELJE GEB. 1894 GEDEPORTEERD 1943 UIT WESTERBORK VERMOORD 16.4.1943 SOBIBOR                                                | Sandtmannlaan 19               | Abraham Elias Boutelje (1894-1943)               |
|            | ANNA CLARA BOUTELJE GEB. 1895 GEDEPORTEERD 1944 UIT WESTERBORK VERMOORD MEI-AUG 1944 AUSCHWITZ                                                          | Sandtmannlaan 19               | Anna Clara Boutelje (1895-1944)                  |
|            | HIER WOONDE ELISABETH BOUTELJE-ELTE GEB. 1864 GEDEPORTEERD 1943 UIT WESTERBORK VERMOORD 16.4.1943 SOBIBOR                                               | Sandtmannlaan 19               | Elisabeth Boutelje-Elte (1864-1943)              |
|            | HIER WOONDE JACOB COERANT GEB. 1917 GEDEPORTEERD 25-5-1943 UIT WESTERBORK VERMOORD 28-5-1943 SOBIBOR                                                    | Comeniuslaan 30                | Jacob Coerant (1917-1943)                        |
|            | HIER WOONDE NANNY COERANT GEB. 1-9-1940 GEDEPORTEERD 25-5-1943 UIT WESTERBORK VERMOORD 28-5-1943 SOBIBOR                                                | Comeniuslaan 30                | Nanny Coerant (1940-1943)                        |
|            | HIER WOONDE HANNA COERANT- LEIJDEN VAN AMSTEL GEB. 1916 GEDEPORTEERD 25-5-1943 UIT WESTERBORK VERMOORD 28-5-1943 SOBIBOR                                | Comeniuslaan 30                | Hanna Coerant-Leijden van Amstel (1916-1943)     |
|            | HIER WOONDE JACHET MELCER GEB. 1893 GEINTERNEERD 14-5-1943 VUGHT GEDEPORTEERD 8-6-1943 UIT WESTERBORK VERMOORD 11-6-1943 SOBIBOR                        | Keverdijk 5                    | Jachet Melcer (1893-1943)                        |
|            | HIER WOONDE HERMANN MARINUS DE LA PARRA GEB. 1909 GEDEPORTEERD 1942 UIT WESTERBORK VERMOORD 6.10.1942 MAUTHAUSEN                                        | Rembrandtlaan 49               | Herman Marinus de la Parra (1909-1942)           |
|            | HIER WOONDE GRETE DE LA PARRA-CZOPP GEB. 1910 GEDEPORTEERD 1942 UIT WESTERBORK VERMOORD 30.9.1942 AUSCHWITZ                                             | Rembrandtlaan 49               | Grete de la Parra-Czopp (1910-1942)              |
|            | HIER WOONDE IRMGARD ROSEMANN GEB. 1920 GEDEPORTEERD 17-3-1943 UIT WESTERBORK VERMOORD 20-3-1943 SOBIBOR                                                 | Comeniuslaan 30                | Irmgard Rosemann (1920-1943)                     |
|            | HIER WOONDE FRITZ LEOPOLD SAMTER GEB. 1908 GEVLUCHT 1939 UIT DUITSLAND ONDERGEDOKEN 1943 BEVRIJD                                                        | Zwarteweg 70                   | Fritz Leopold Samter (1908-bevrijd)              |
|            | HIER WOONDE ELISABETH EMILIE ROSALIE SAMTER-ASCH GEB. 1877 GEVLUCHT 1939 UIT DUITSLAND GEDEPORTEERD 27-4-1943 UIT WESTERBORK VERMOORD 30-4-1943 SOBIBOR | Zwarteweg 70                   | Elisabeth Emilie Rosalie Samter-Asch (1877-1943) |

## Data van plaatsingen
- 26 juli 2011: Bussum, twee Stolpersteine op Burgemeester s'Jacoblaan 56
- 22 augustus 2021: Bussum, dertien Stolperstein op Huizerweg 5a, Meerweg 43, P.J. Lomanlaan 13
- 4 mei 2022: Bussum, vijf Stolpersteine op Groot Hertoginnelaan 14a, Meerweg 48, Voormeulenweg 79; Naarden, zeven Stolpersteine op Prins Willem van Oranjelaan 21, Rembrandtlaan 49, Sandtmannlaan 19
- 14 april 2023: eenentwintig Stolpersteine, vijf in Bussum en zestien in Naarden
- 11 oktober 2023: veertien Stolpersteine, negen in Bussum en vijf in Naarden
- 18 oktober 2023: twaalf Stolpersteine, drie in Bussum en negen in Naarden
- 3 april 2024: Bussum, elf Stolpersteine op Bisonstraat 13, Comeniuslaan 1, Corverlaan 16, Regentesselaan 9, Waldecklaan 23
- 3 juli 2024: Bussum, elf Stolpersteine op Mecklenburglaan 2 en 19 en 23a en 25 en 52 en 52a en 90, Noorderweg 22
- 30 september 2024: Bussum, vijftien Stolpersteine op Graaf Florislaan 64, K.P.C. de Bazelstraat 45, Karbouwstraat 35, Lothariuslaan 54, Meentweg 60
- 9 oktober 2024: Naarden, vijftien Stolpersteine op Burgemeester van Hasseltlaan 7, Juliana van Stolberglaan 47, Rijksweg 44, Thierensweg 17, Van Hall-laan 29
- 2 april 2025: Bussum, vijftien Stolpersteine op Graaf Florislaan 15, H. Kamerlingh Onnesweg 29, Simon Stevinweg 4b; Naarden, veertien Stolpersteine op Jan Toebacklaan 33, Van Ostadelaan 7 en 15
- 25 juni 2025: Bussum veertien Stolpersteine op Graaf Wichmanlaan 41, Hamerstraat 106, Nassaupark 9, Nieuwe ’s-Gravelandseweg 40, Stadhouderslaan 2; Naarden, drie Stolpersteine op Godelindeweg 42, Stadhouder Willem II Laan 14